# 日本のバスの座席
日本のバスの座席（にほんのバスのざせき）では、日本のバスにおける座席の配置や形態について扱う。

## 座席配置

### 三方シート（横向きシート）
| 旧来のバスの三方シートの例 |  | 収容力確保のために前輪タイヤハウス上・車椅子スペース・非常口前以外は全てロングシートとした例（東急バス） |
| 旧来のバスの三方シートの例 |  | 収容力確保のために前輪タイヤハウス上・車椅子スペース・非常口前以外は全てロングシートとした例（東急バス） |

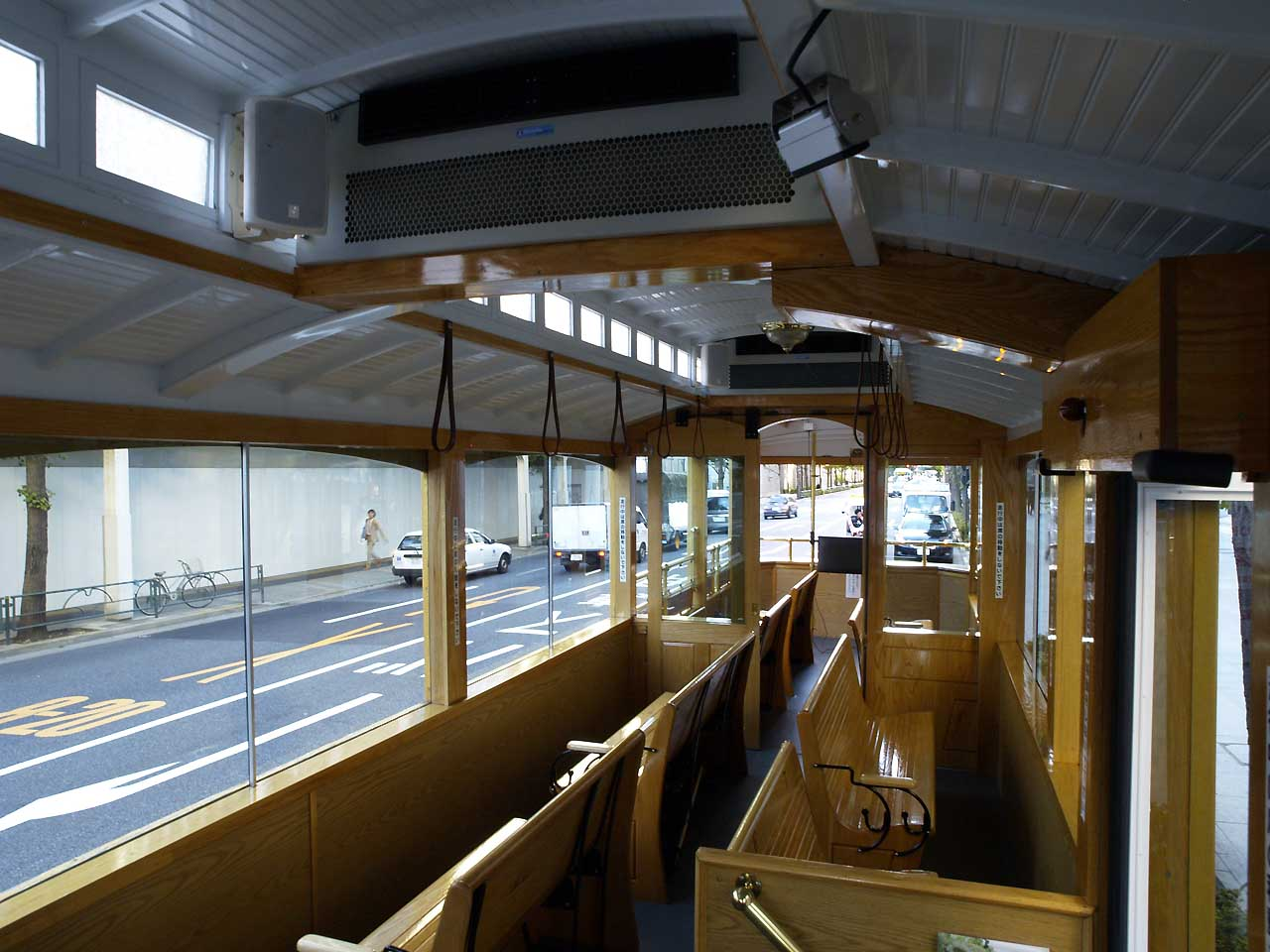
窓側に向けた横向きシートの例（日の丸自動車興業「クラシックスカイバス」）

鉄道車両ではロングシートと呼ばれている、車両の長手方向に並んで座る座席。車両の両側面を背にして座る長いベンチ様の座席である。バスの場合は最後部の壁面に座席を設置することが可能であり、その壁面の座席が前向きとなるケースが多いため、このように呼ばれている。ホイールハウスの高さが座面の高さを超えない限りは、座席を多く設置することが出来るが、景色が見づらいという欠点もあり、どちらかといえば生活路線向きである。初期の路線バスは大半がこの形態であるが、最近のバスでは後述の前向きシートが標準となっているため、優先席・車椅子スペースの折りたたみ座席を除けば東急バスにおいて青葉台地区にて導入されているのが目立つ程度である。なお、東急バスがこの座席配置を導入した理由はラッシュ時の収容人数確保のためで、この点では鉄道車両のロングシートの考え方に近い。また、最後部以外にも最前列タイヤハウスの上と非常口前の座席は前向きシートとなっている。
また、1980年代前半から中頃にも京阪宇治交通（現在会社は合併で解散）で混雑緩和を目的として三方シートを採用した車両が多かったが、閑散時の評判が悪く以後はクロスシートを採用している。日立電鉄（バス事業は茨城交通に吸収合併）においても1992年頃まで、自社発注車の一部で三方シートを採用していたが、1人ないし2人分ごとに肘置きを兼ねた仕切板を有する独自の仕様で、最前列のタイヤハウス上や非常口部の座席も横向きに配置された。
横向きシートでは中央を背に座席が窓側（外側）を向く設計もあり、奈良交通「バンビーナ」松本電鉄（現・アルピコ交通）「安曇野穂高周遊バス」日の丸自動車興業「クラシックスカイバス東京」など、主に観光客をターゲットとしたファンタスティックバスで採用されている。

### 前向きシート
| 前向きシートの例 |  | 前向きシートの例（ノンステップバス）  |
| 前向きシートの例 |  | 前向きシートの例 （ノンステップバス） |

長距離路線などでは古くから採用されており、近年でも万国共通で標準的な座席配置である。
夜行運用を考慮した車両では、シートピッチが比較的広くリクライニング角度もそれなりに大きい。日本では1990年代から、通路を2本として一人分の座席を独立させ、周囲に仕切りのカーテンを備えるものが登場、その後高速路線バスとツアーバスとの競争激化により、定員確保と高級化の二極分化が一層進んだ。
観光・貸切車と高速路線車では座面が厚めで、背もたれも両側に小ぶりな頭もたせが付いた高いものとなり、リクライニングも可能である。加えて、通路に補助席を持つものも多く、補助席の背もたれは2段階に展開する背の高いもので、調節の幅が狭いカム式ながらリクライニング機構も備わっている。
中・長距離路線では、高速車やその経年車、格下げ車がそのままの内装で使われることも多いが、専用の2扉近郊型が投入される場合もあり、それらの座席は背もたれは高いがリクライニング機能が無く、シートピッチがやや狭いものが多い。
域内交通用の路線車ではさらに簡素で小ぶりな固定座席となり、クッション類が薄くシートピッチも狭い。また、ラッシュ時の定員確保や車椅子スペース用として折り畳み収納式の座席を備えるものが増えている。
座席配置には、2人がけ+2人がけ、2人がけ+1人がけ、1人がけ+1人がけの組み合わせ例がある。

### 混合シート

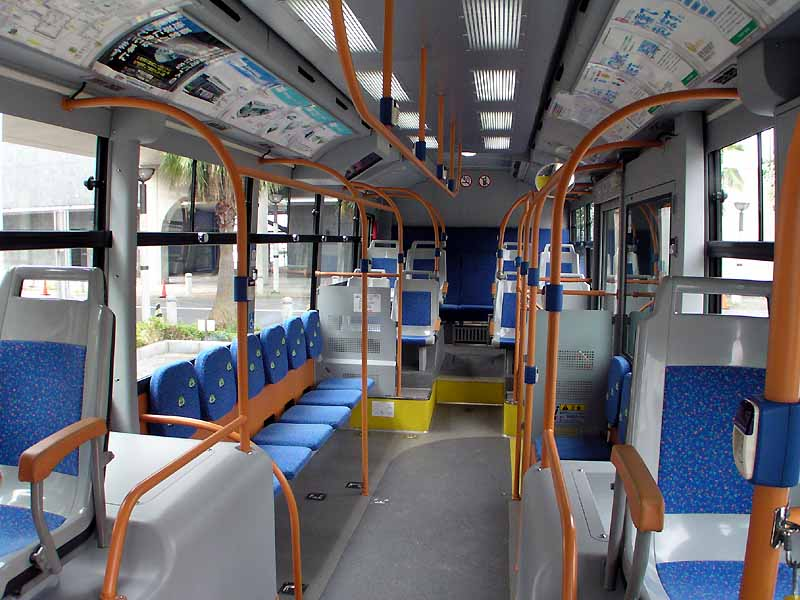
混合シートの例

三方シートと前向きシートを両方備えているケースもある。1970年代の京王帝都電鉄バス（当時）などで、中扉から前が前向きシート、中扉から後が三方シートとなっていた例がある。また、初期の京急型ワンステップバスでは、ワンステップ部分を横向きシート、中扉より後方の高床部分を前向きシートとしていた。金剛自動車（2023年12月に廃業）では、中扉より後方の進行方向左側を横向き（ロング）シート、右側を前向きシートの組み合わせとした配置の車両がある。他にも同様の例は多く存在する。
なお、優先席のみ横向きシートを採用している場合は、混合シートとしては扱わないこともある。

### ボックスシート

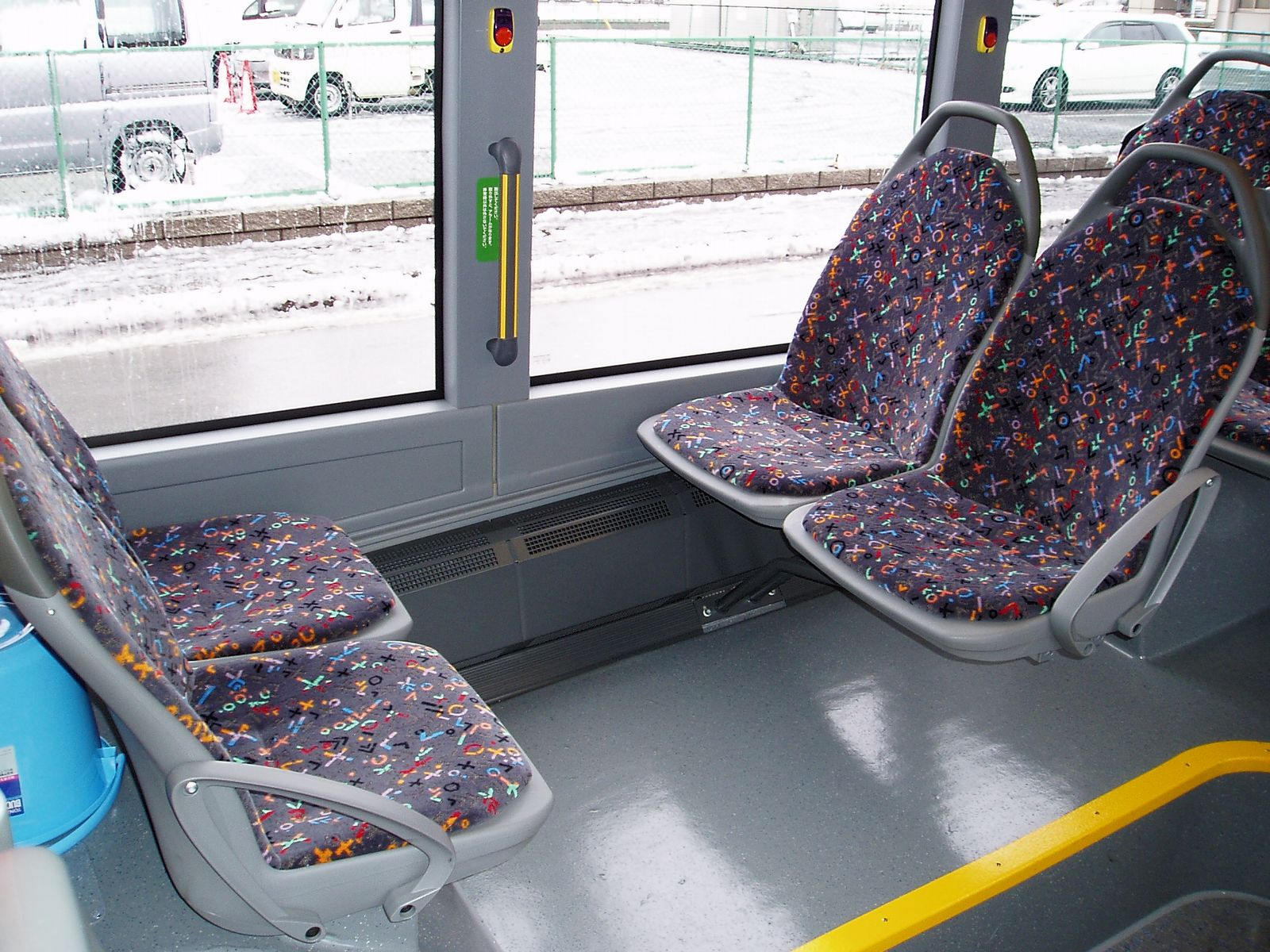
ボックスシートの例

座席を向かい合わせにしたもので、欧州では路面電車を含め比較的良く見られるが、日本での採用例は少ない。
- JRバス関東では、ドリーム大阪号へのダブルデッカー投入時に、1階の座席についてはリクライニングシートを向かい合わせにした上で固定テーブルを設置、カーテンで仕切ってセミコンパートメントとしても使用できるようにしていた。
- 初期のワンステップバスやノンステップバスでは、相対的に室内に大きく張り出すことになったホイールハウスがデッドスペースとなり、座席の配置に大きな制約があった。そのため、ホイールハウス上、または直後の座席を後向きに設定し、最後列、または後ろから2列目の座席と組み合わせてボックスシートとしていた例がある。
- 西日本鉄道の1985年 - 1986年製の一般路線車では、車椅子対応用の折り畳み座席を向かい合わせに設置していた。
- 一部の貸切バス（例：中央観光バス「ジパング・ダイムラー」など）に採用例がある。
- 日の丸自動車興業が東京臨海副都心で運行していた無料巡回バス「東京ベイシャトル」で初期に就役したネオプランはボックスシートを採用していた。

### サロンシート

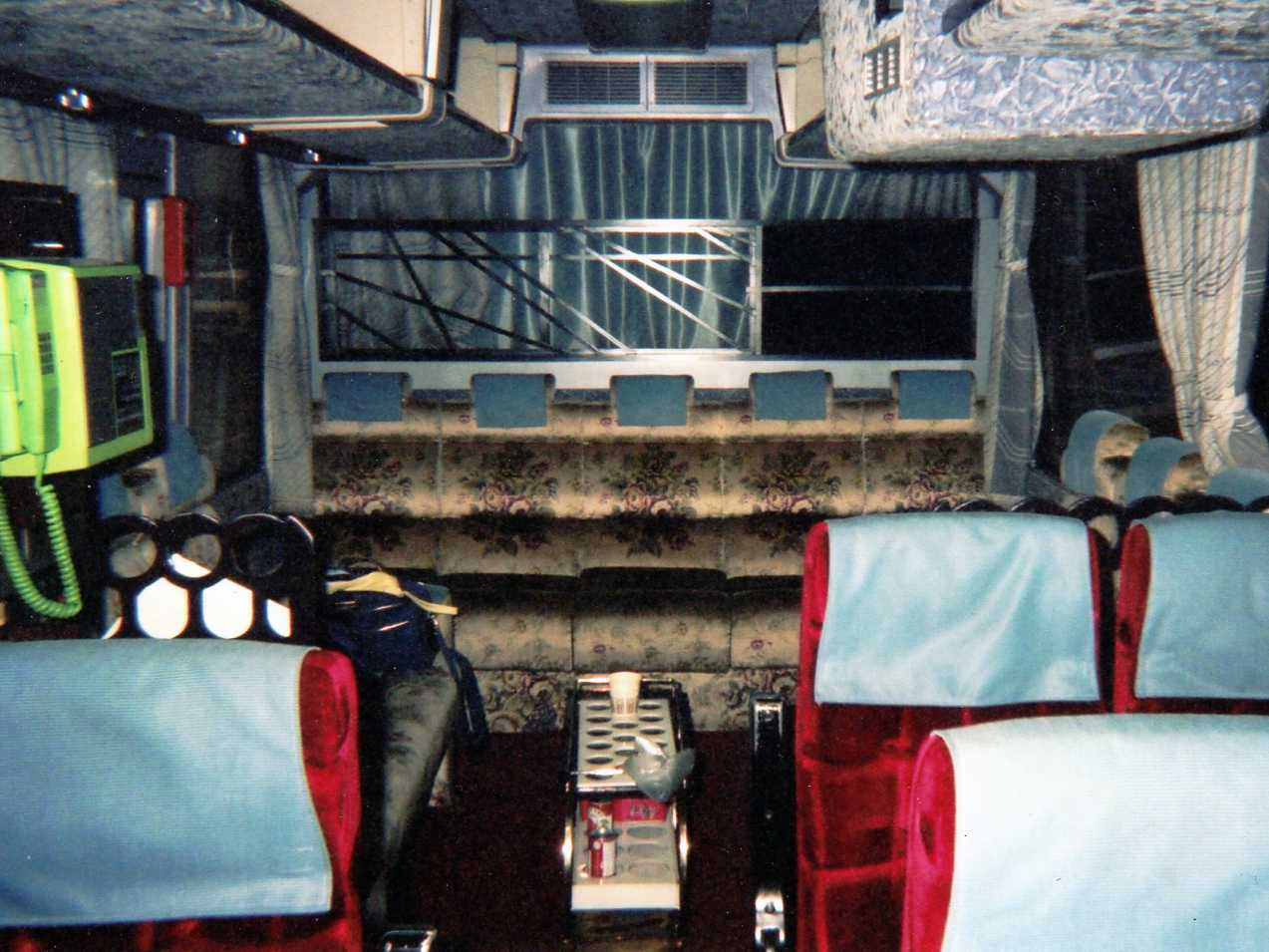
後部サロンシートの例

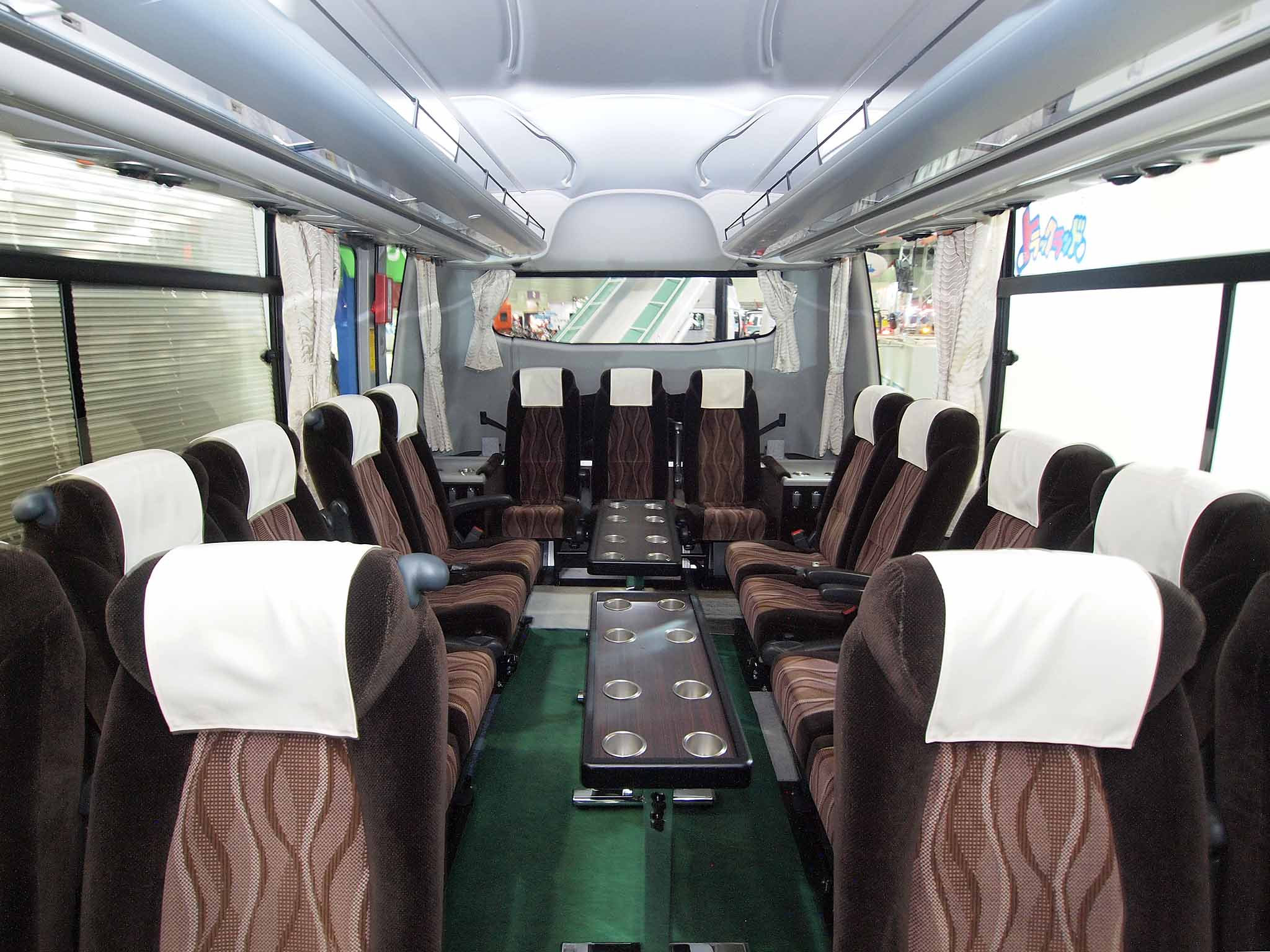
貸切バスの後部セミサロンの例

ハイグレード貸切車などで導入されることがある仕様で、車内の一部を横向きシートとして、テーブルを設置しているものである。作りつけの座席であるケースと、座席の一部を回転シートとして対応しているケースがある。多くは後部座席部分がサロンに設定されるが、名古屋観光バス（当時）では、前方にサロンを設定した例もあった。センターアンダーフロアエンジンのボルボ・アステローペの場合、通常のリアエンジン車のエンジンルームの位置（1階後端）をサロンとした例もある。
また、高速バスでも1980年代から日本急行バス（当時）の名古屋 - 京都線で「サロン特急」と銘打って後部サロンを設置していた他、夜行高速バスではドリームふくふく号のダブルデッカー車の1階部分で採用例がある。
はかた号の最後部も「サロン」と称するが、単純な前向きシートであり、初期の西鉄車は両窓側がリクライニング可能で予備席としての機能すら持っていたので本項でのサロンシートには該当しない。
伊豆下田バス（現在解散）では、一部の一般路線車（貸切兼用車）の後部にサロンシートを設置していたほか、常磐交通（当時）が運行していた日本初の2階建てバスによる定期路線「特急スワン号」の1階部分もサロンであり、アルコール・ソフトドリンク類の販売も行われていた。

## 座席形状

### 固定シート
| 固定シートの例 |  | 樹脂製シートの例 |
| 固定シートの例 |  | 樹脂製シートの例 |

標準的な路線バスの座席である。背もたれの高さは標準的な大人の男性が座った場合に、だいたいわきの下あたりの高さである。2人がけであっても座面・背もたれともに一体になっているものが多いが、バケットタイプにはなっていないことも多い。近年はフレームを樹脂製にしたものも登場している。
2人がけ座席において、背もたれや座面を1人分ごとに分離したものをセパレートシートと呼ぶことがある。大阪市交通局では、横向きにも前向きにも対応可能で、何人がけの座席であっても背もたれを共通化したことがあり、この時はバケットタイプとなっていた。

### ハイバックシート

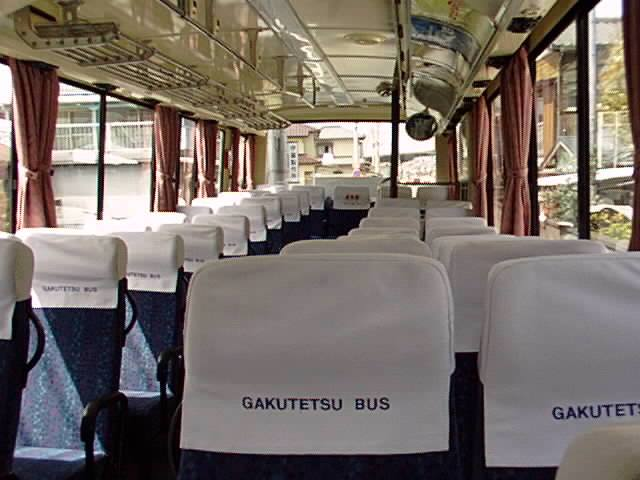
ハイバックシートの例

長距離路線向けに背もたれの高さを肩から首辺りまで高くして背中を支える面積を広げたもの。背もたれはバケットタイプになっていることが多い。リクライニング機能はない。
近距離路線においても、都市新バスシステム導入路線において、他の車両との差別化のために採用されることがある。また、南海バスの堺市内のシャトルバスや泉北ニュータウンのコミュニティバス（泉ヶ丘駅 - 金剛駅）のように、他路線との差別化のために採用されている例である。なお、遠州鉄道をはじめとする一部事業者では一般路線の全車輛で採用し、座り心地の向上を図っている。因みに、詳細は#オフセットシートを参照されたいが、遠州鉄道では、一部のツーステップバスに於いて、ハイバックシートでかつオフセットシートという珍しい組み合わせの座席を採用していた。
2012年に「シートおよびシートベルトに関する保安基準」が改正されたことに伴い、高速道路を走行するバスの新車には、ハイバックシートと共に3点式シートベルトを装着することが義務付けられたため、高速道路を60km/h以上で走行する路線バス車両には、必須の装備となりつつある。
そのほか、路線バスと短距離貸切の兼用車にも採用例は多い。
また、いすゞ・エルガや日野・ブルーリボンなどの一部車種では、手すりと一体化したヘッドレストステーを装備することで、乗用車と同様のセパレート式ヘッドレストを取り付けることも可能となっている。

### リクライニングシート
| 昼行高速バス用リクライニングシートの例 |  | 夜行高速バス用リクライニングシートの例 |
| 昼行高速バス用リクライニングシートの例 |  | 夜行高速バス用リクライニングシートの例 |

リクライニング機構を持たなかった時代、観光バス用の前向き2人掛けシートは、ロマンスシートと呼ばれ、特別な存在であった。現在、観光バスや高速バスなどでは、リクライニングシートは標準的な座席となっている。背もたれの高さについては、観光バスではハイバックシートと同程度であるが、夜行高速バス用の座席では頭まで支えられるように、背もたれの高さはかなり高くなっている。また、長時間座り続けても楽な姿勢が取れるように、レッグレストやフットレストなどが設置されることも多い。
夜行バス向けに、横スライド機能を装備するケースもある。これは、通路側の座席を通路側に数センチほどスライドさせ、隣席の人との空間を確保するための機能である。この機能を装備する車両は基本的に補助座席を装備しない。
座席配列は大きく3つに分類される。高速バスでは一台に複数の座席配列パターンを採用して複数クラス制を採る場合がある。
- 4列シート（2-2）
  - 観光貸切バスや高速バス、定期観光バスでは標準的な座席配置。
  - 3列シートが登場する前は夜行高速バスにも使用されており、夜行バスではパンダ号や青春ドリーム号など、運賃を低く設定した路線に採用されている。
  - 西武バスや名鉄バスの高速バスでは座席幅を極力広くして通路側の座席を横スライドさせる機能も装備していた。また、中国バスが導入したヒュンダイ・ユニバースの座席にも同様の機能が備わっており、夜行路線メイプルハーバーで期間限定運行された際には座席を通路側にスライドさせた状態で運用された。

- 独立3列シート（1-1-1）
  - 1986年に夜行高速バス「ムーンライト号」で初採用された。全座席が1人がけになっている。乗車定員は少ないものの、相席が無いことから現在の長距離高速バスでは標準採用されている。個々の座席幅は基本的に4列シートと大差が無いが、両側に独立した肘掛けや空間がある分4列シートよりもゆったりと座れる。
  - 夜行列車にも導入されたことがあり、寝台特急「あかつき」「なは」の座席車に「レガートシート」の名称で導入されていた。

- 2列-1列シート
  - 九州の昼行高速バスで多く見られる座席配置で、通路が1本のため個々の座席幅を広く確保することができる。また、補助席が設定出来ない独立3列シートと異なり、補助席の設定も可能である。
  - 一時は弘南バスや奈良交通でも採用されていた。奈良交通では、この配列の2人がけシートで通路側席を横にスライドさせ、隣席との間を少し離す機能も装備していた。
  - ダブルデッカーの1階席のように通路配置に制約がある場合は1人がけシートを同様のレイアウトで配置することがある。
  - 観光貸切バスでは特別車にこの座席レイアウトを採用するケースがある。
  - 小型観光バスでは日野・リエッセが車幅が208cmと狭くこのシートレイアウトとなる（運転席側が2人掛け）。マイクロバスでは幼稚園バス仕様を除いて同様の理由でリクライニング機構なしでも2-1レイアウト（最後部4人掛け）を採用する。

- 2列シート
  - 観光貸切バスでは一部の事業者のフラッグシップ車で見られる座席配置で、通路を挟み1列-1列とするパターンと、端側に通路を配し2列配置とするパターンの2種類がある。前者についてはケイエム観光バスがかつて保有していた「ロイヤルサロンカー・サミット」や、イルカ交通から系列のエルム観光バスへ移籍したハイグレード貸切車（イルカ交通時代は高速ツアーバス専用車）「雅」、ニッコー観光バスの「Grace Dreamer（グレースドリーマー）」[1]がこの座席配置である。後者については三越伊勢丹ニッコウトラベルの主催ツアーで運行される「三越伊勢丹プレミアムクルーザー」（東京ヤサカ観光バス・ケイエム観光バス）や群馬バス保有の「スターペガサス」12人乗り車が採用している。
  - 高速路線バスでは、ノクターン号の「スーパーシート」に1列-1列配置の2列配置を採用したのが最初である。その後、高速ツアーバスへの対抗策として運行開始されたプレミアムドリーム号に「プレミアムシート」が設定されたのを皮切りに、それに対抗する形でWILLER EXPRESSの「エグゼクティブ」「コクーン」が登場した。2列シートを採用するアイデアはその後全国に波及し、完全個室を採用した海部観光の「マイフローラ」や、全席2列シートとしながらも2クラス制をとる中国バスのドリームスリーパー（初代）が運行開始された[注釈 1]ほか、西鉄バス運行のはかた号の新車導入時に1列-1列配置の2列シートが設定されるきっかけとなった。
  - 日本国外の例では、台湾の都市間高速バスにおいて、航空機や高速鉄道への対抗手段として「總統座椅」「白金臥艙」という名称で2列シートを採用している。

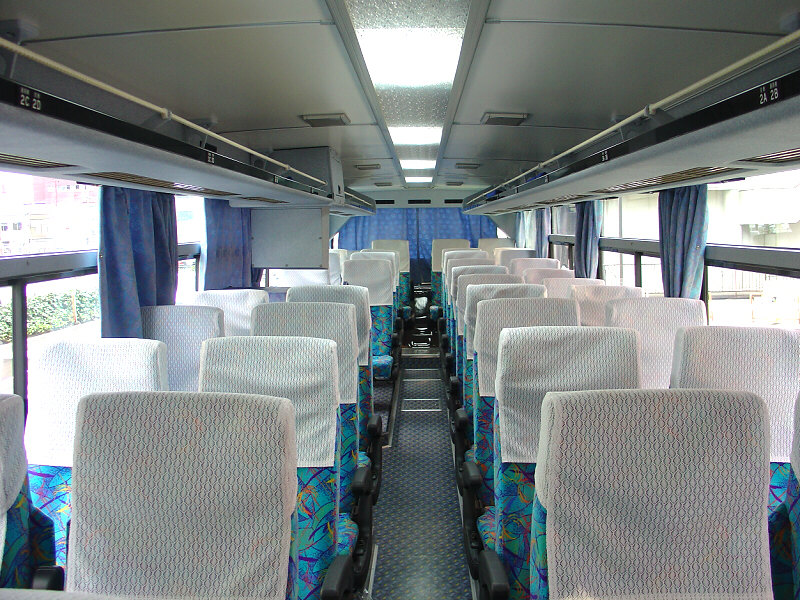
リクライニングシートの例（4列シート）
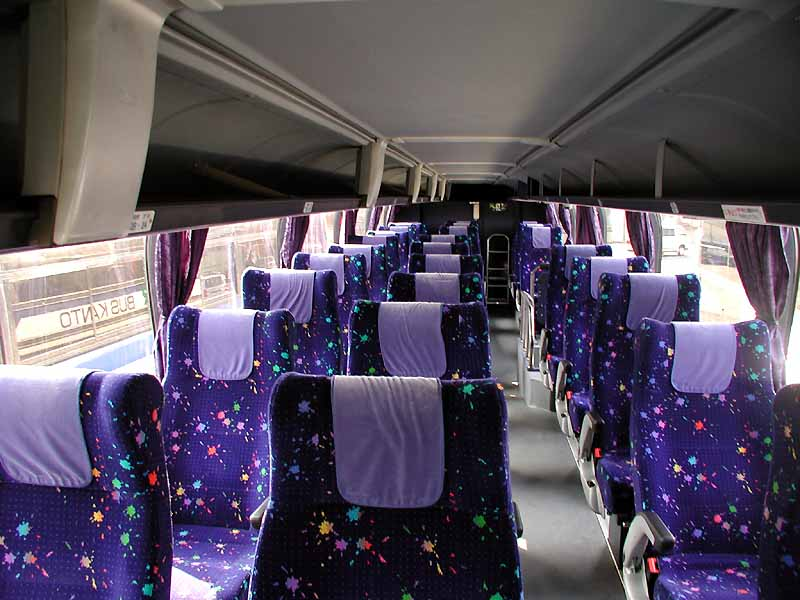
リクライニングシートの例（独立3列シート）
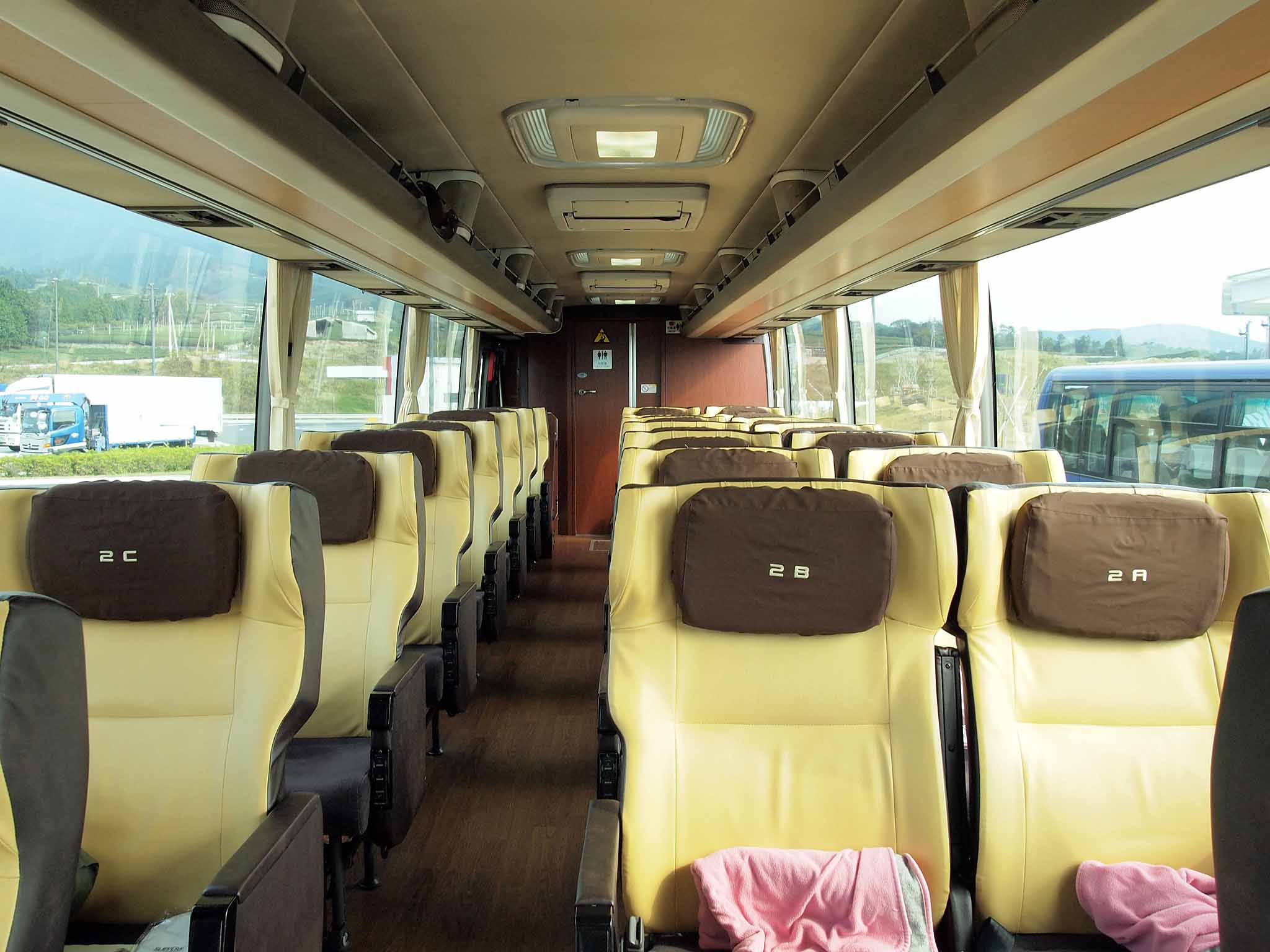
リクライニングシートの例（2列-1列シート）
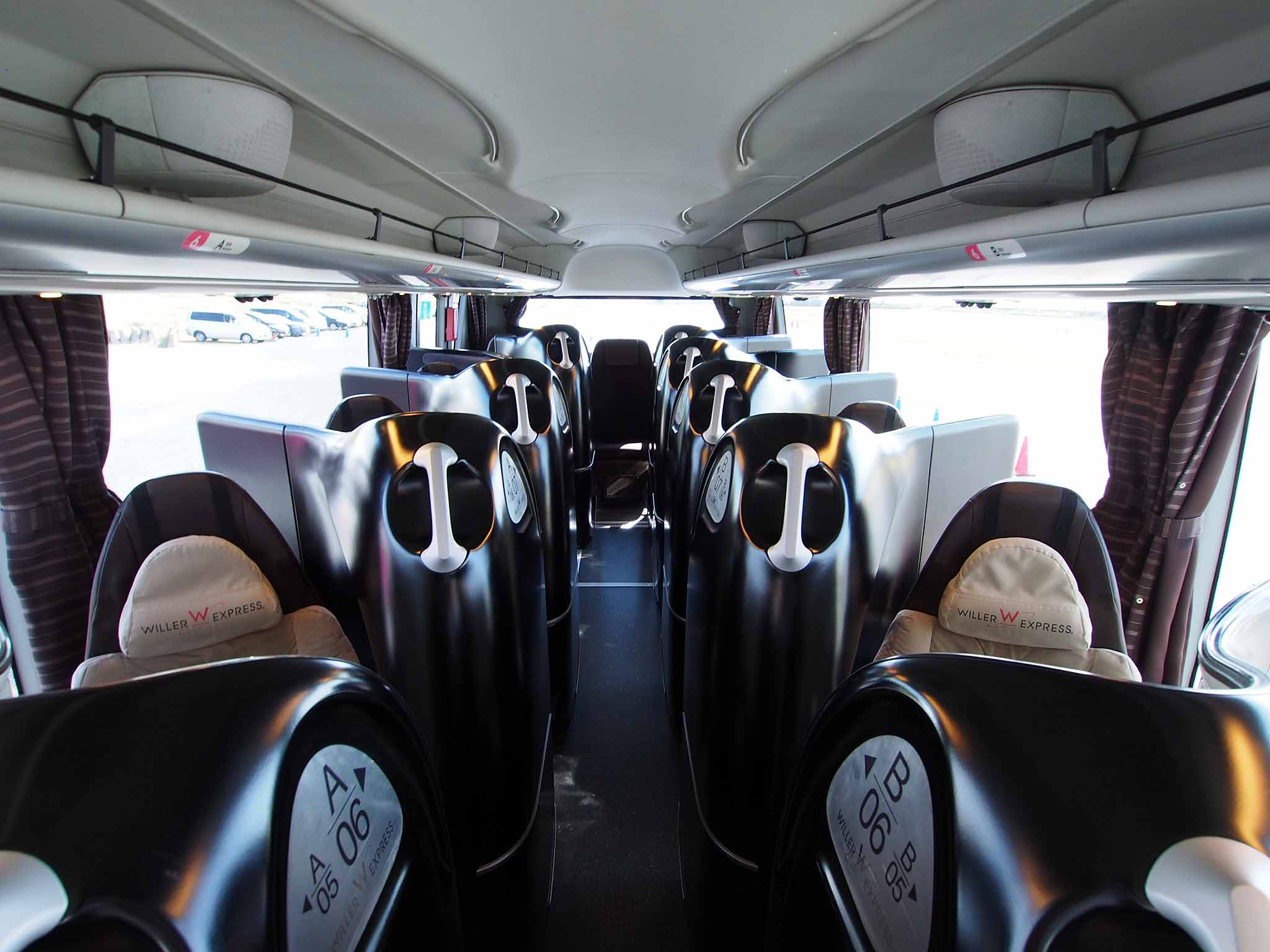
リクライニングシートの例（1列-1列シート） 進行方向に対して斜めに設置したヘリンボーンレイアウト
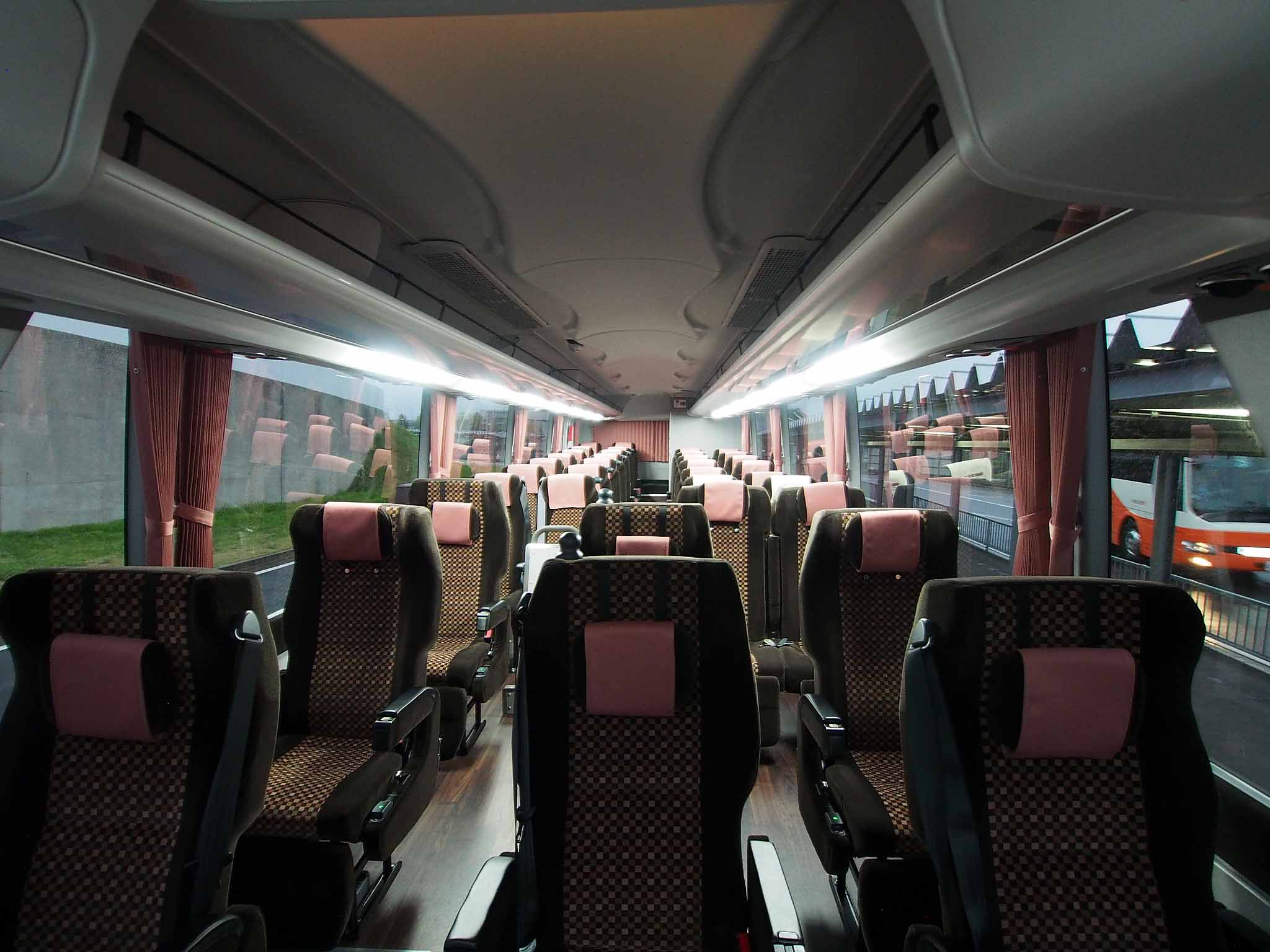
リクライニングシートの例（独立3列シートと4列シートの混成）
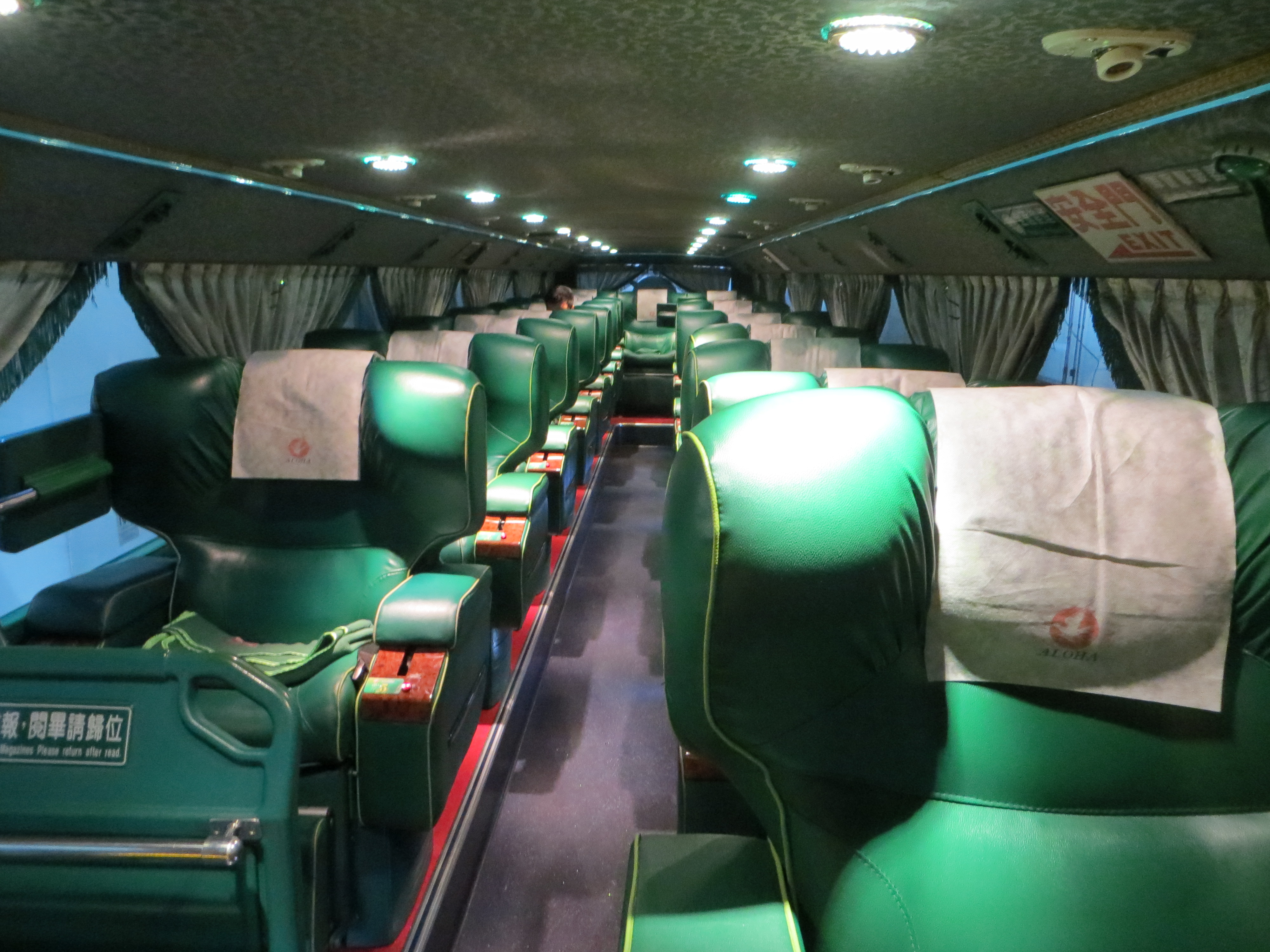
日本国外事例:「總統座椅」（1列-1列シート）
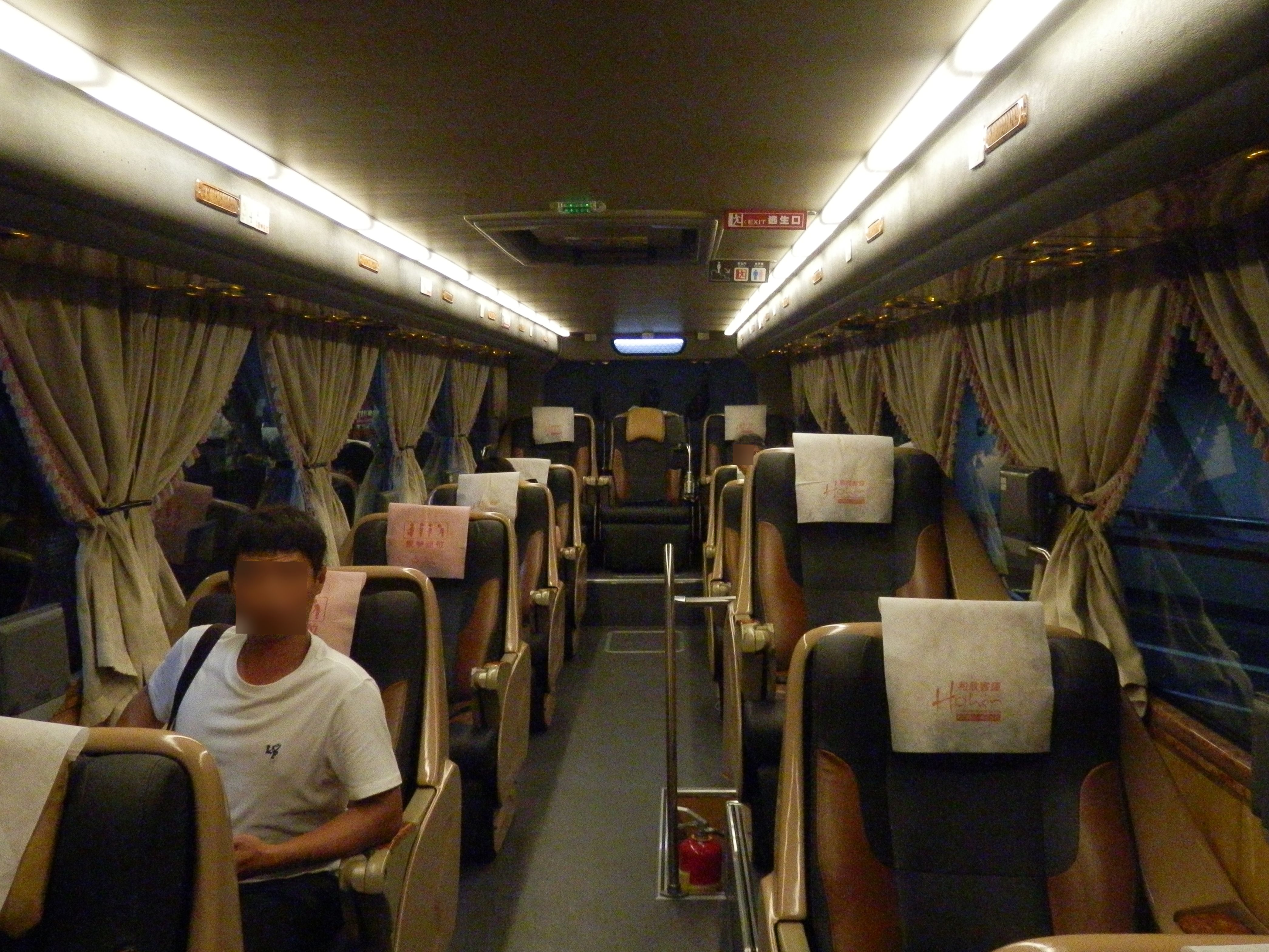
日本国外事例:「白金臥艙」（1列-1列シート）

### 補助座席
| 補助座席の例簡易リクライニング機構付  |  | 補助座席の例ひじ掛け収納タイプ  |
| 補助座席の例 簡易リクライニング機構付 |  | 補助座席の例 ひじ掛け収納タイプ |

観光バスや長距離バスなどの前向きシートには、折畳式の補助座席が装備される場合がある。正規の座席だけでは収容の柔軟性に欠ける面もあることから設置されることが多い。そのため、「予備席」と呼ばれることもある。
車検証の定員には補助座席も含まれる。以前の大型バスでは、左右の座席に補助席が取り付けられており、一列で6人掛けであったが、体格の大型化や輸送の質の向上に伴い、片側一脚となった。従来は正規座席の脚に取り付けられることが多かったが、近年では片側の肘掛の幅を拡大し、肘掛内に収納する仕様が一般的である。シートベルトは装着されているが、座り心地は一般席に劣るため、あくまで補助として使用される。特殊な例では高速バスの正規座席が満席になった際に条件付きとして、さらに低運賃で補助席分を販売する場合がある。
基本的にはリクライニング機能は装備しないが、背もたれの角度を1段程度変更できるものや、ダイヤル式の簡易なリクライニング機構を持たせたものがある。また、長時間乗車で通路側の座席の客が背もたれをたたんだままの状態でオットマン代わりに使用するケースも見られる。
なお、補助座席を設置した場合は、開閉窓としなければならないと車両保安基準で定められている。

### ガイド席
| ガイド席の例運転席仕切りに収納されている  |  | 使用時にはこのようになる |
| ガイド席の例 運転席仕切りに収納されている |  | 使用時にはこのようになる |

バスガイドや交替乗務員用の座席で、出入口部分に折りたたみ式で設置されている。高速道路では乗客乗務員とも原則として立席が禁止されているため、観光バスでは必ず装備されている。形状としては、補助座席のように簡易な折畳式になっているものや、航空機などのジャンプシート（離着陸時に客室乗務員が着席する）と同様の構造のものがある。両備バスでは、バスガイドが着席したまま案内できるよう、回転させることが可能な座席を装備したバスが導入されている。はとバスのオープントップバス「オー・ソラ・ミオ」では、最前列にガイド席を後ろ向きに設置して客席と向き合うように配置している。

## 特別設計の座席

### スリーピングシート

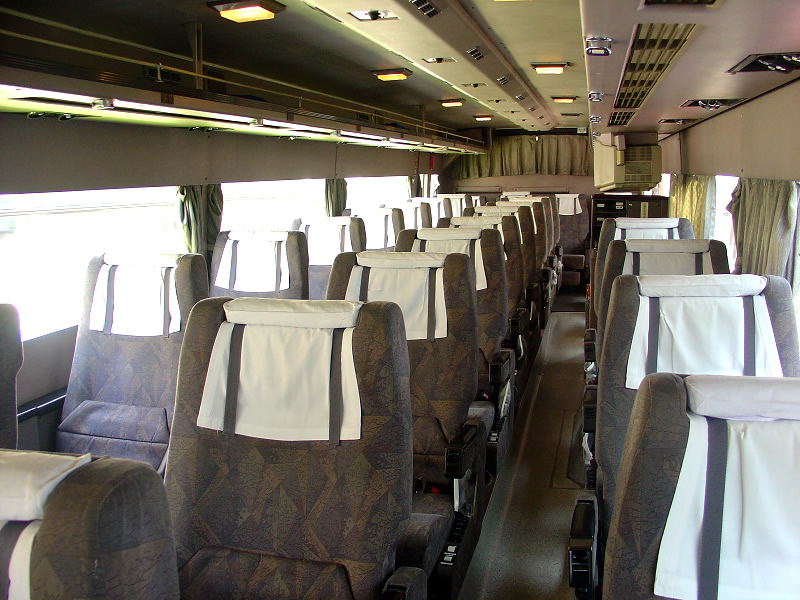
スリーピングシート（西日本鉄道）

杉本工業が西日本車体工業と共同開発した夜行高速バス用の座席である。最大の特徴は、リクライニングさせると座面がせり上がり、フルリクライニングにしてレッグレストを最大限に出した状態では、ほぼ身体を直線の状態にすることが可能である。また、前の座席下にも空間を設け、つま先が入るようになっている。また、窓側席では壁側の肘掛が省略されているが、車体側で窓の下辺をひじ掛けと同じ高さにすることにより、可能な限り座席幅を広く設定し、快適性を確保している。
西鉄および西鉄と共同運行する夜行高速バスの多くに採用されているほか、西日本ジェイアールバスのダブルデッカーでも採用例がある。杉本工業がバス用座席の製造を中止したため、西日本ジェイアールバスではスリーピングシートの後継となる「クレイドルシート」は住江工業に発注している。
なお、直線状態にはなるものの、水平になるわけではない。これは、完全に水平にすると、日本の法規上、バスに設置することが認められていない寝台と解釈されてしまうためである。

### オフセットシート
| オフセットシート（東京都交通局） |  | ハイバックシートのオフセットシート（遠州鉄道） |  | 背もたれに降車ボタンのついたハイバックのオフセットシート（遠州鉄道） |
| オフセットシート（東京都交通局） |  | ハイバックシートのオフセットシート（遠州鉄道） |  | 背もたれに降車ボタンのついたハイバックのオフセットシート（遠州鉄道） |

西日本鉄道が北九州線電車代替バスを導入する際、西日本車体工業と共に開発した座席である。2人席を通路側と窓側とに分割し、通路側を少し後ろにずらすことで、互いの肩が触れ合わないよう配慮し、窓側の乗降性を確保するという狙いもあった。しかし、オフセットされた通路側座席が障害となり、窓側の着席率の低下を招くことになってしまったことと、コストダウンもあって近年の導入車両では通常の座席に戻された。京王帝都電鉄と横浜市営バスの日産ディーゼル・スペースランナーJPや都営バスの日野・レインボーHR（2003年度購入車）でも採用された。東北急行バスでは2000年代に一部の夜行高速バス用車両で1人用のリクライニングシートをオフセットシートのレイアウトで配置した車両が存在した。遠州鉄道では、1995年以降に導入された全てのツーステップバス（ツーステップ自体が1997年までの導入）がハイバックのオフセットシートで導入されたが、1997年以降に導入された超低床ノンステップバス（オムニバス）ではオフセットシートは採用されず、通常のハイバックシートとなった。

### Gシート

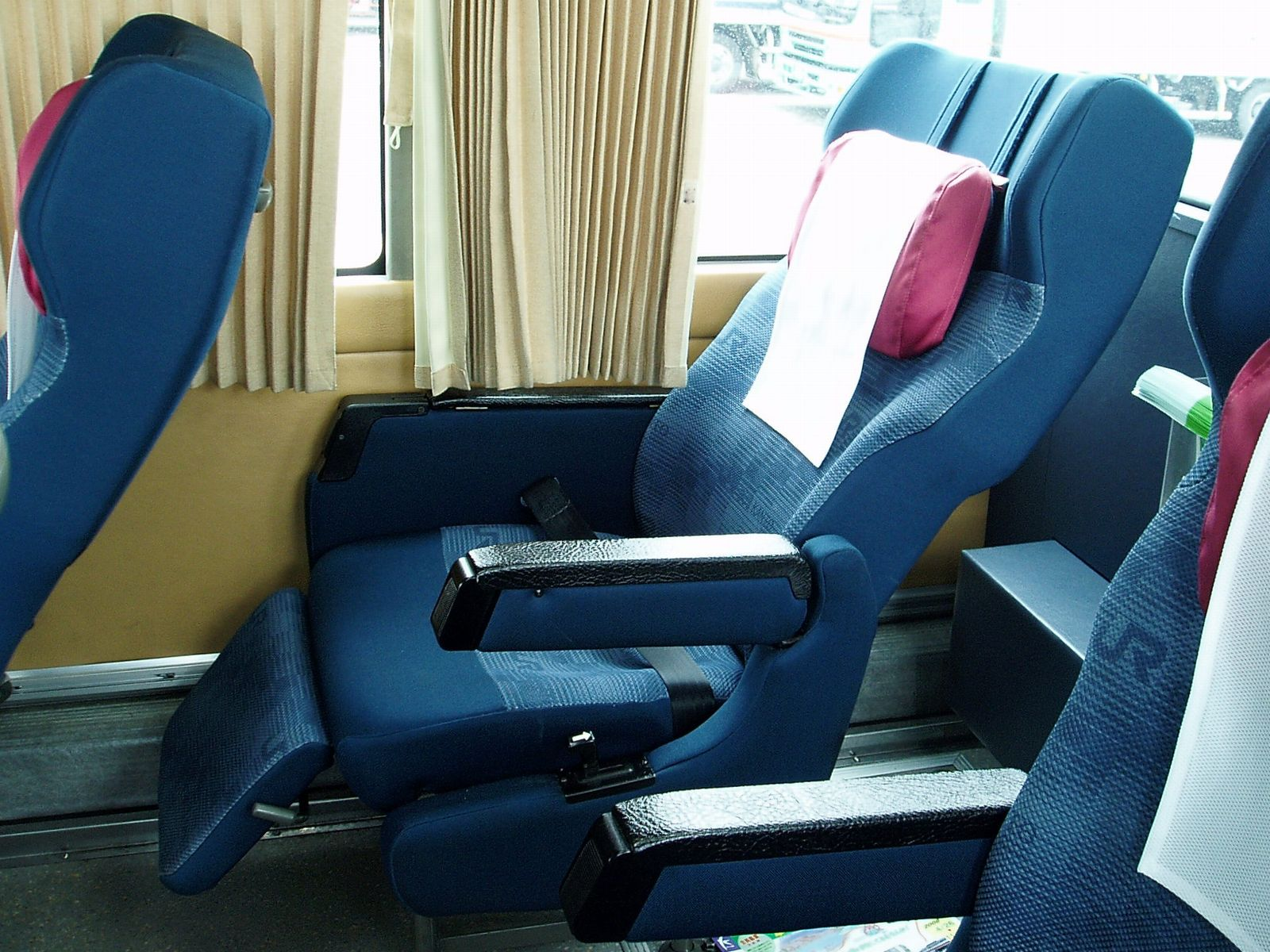
Gシート（JRバス関東）

2005年3月よりジェイアールバス関東で導入された特別席である。横3列シートにしたもので、シート幅は515mm、リクライニング角が通常のシートよりも深くなっており、レッグレストも装備している。
- やきそばエクスプレス（東京 ‐ 富士宮線）で最初に導入されたが、その後上州ゆめぐり号（新宿 - 草津温泉線）に転じた。なお、上州ゆめぐり号では一時期、全便にGシートが設定されていたが、後に一部便がGシートのない車両で運行された。また、2011年11月21日からは、知多シーガル号（東京 - 刈谷・知多半田線）にもGシートが設定された。なお、2013年3月4日の運行をもって、Gシートは廃止された[3]。

### 楽座シート

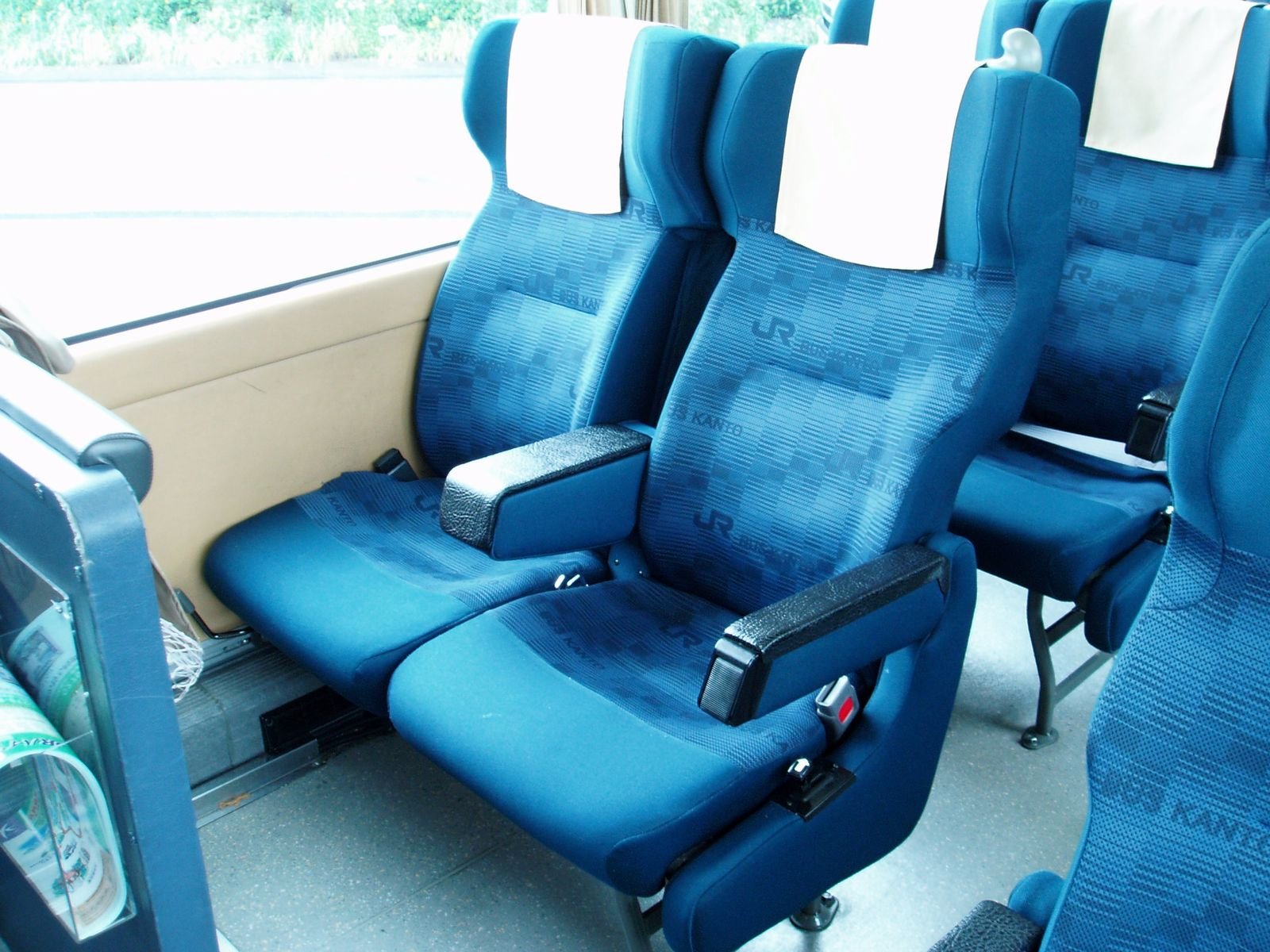
楽座シート（JRバス関東）

- 2005年3月にジェイアールバス関東とジェイアールバステックが同時期に採用した座席で、Gシートが特別席であるのに対し、こちらは一般席という位置づけである。4列シートながら補助席を廃止した上で座面幅を拡大したものである。シート幅はそれまでの標準的な座席の880mmから940mmに、シートピッチも860mmから880mmに拡大された。幅広（100mm）の肘掛や左右ヘッドレストも設置されていて、長時間乗車に適したシート形状になっている。ジェイアールバス関東「プレミアムコーチ」車両の一般席部分への採用が最初で、その後も積極的に楽座シート車両を採用している。

- 「楽座シート」という名称を使用しているのは、ジェイアールバステックとジェイアールバス関東である。
- 楽座シートの定義としては、「補助席が無い幅広4列シート・2人がけの中央部に肘掛がある・頭部の左右がヘッドレスト形状になっている」の3つといえる。
- 2008年以降は他社でも楽座シートとほぼ同一といえる座席が採用するようになった。「ワイドシート」「ゆったりシート」などと表記している。
- 座席形状、シートピッチ、テーブルやドリンクホルダー等の装備品は乗車定員（座席数）やバス会社により細かな違いがある。

### プレミアムシート
| プレミアムシート（JR東海バス） |  | プレミアムシート（JR東海バス） |
| プレミアムシート（JR東海バス） |  |                                |

住江工業開発のシート。西日本JRバスが2006年4月1日から導入開始したシートで、「寝返りを打てるシート」をコンセプトに開発された。全て1人掛けとなり、座席幅は背もたれ部分で700mmに達している（フットレスト部分でも600mm）。また、最大で156度までリクライニングすることができる。後にジェイアールバス関東、ジェイアール四国バスでも導入され、天龍工業製の同様のシートがジェイアール東海バスおよび西日本鉄道、海部観光に導入されている。

### ゼログラビティシート
2012年に中国バスが運行開始した夜行高速バスドリームスリーパー（初代）に採用された1人掛けの特別座席で、天龍工業が開発を担当。NASAの理論に着想を得たと紹介されており、背もたれ角度を40度、座席角度を30度、フットレストを水平にした「ゼログラビティ姿勢」に設定すると無重力状態を体感出来ると謳っている。2017年に運行開始した新型車両「ドリームスリーパー Superior Class」には両備ホールディングスと天龍工業の共同開発による新型座席が採用されており、全自動でゼログラビティ姿勢に設定することが可能となっている。

### プロレスラー用の座席
1980年代後半に新日本プロレスが選手輸送用に導入したバスのうち、日本国外の選手専用のバスには、アンドレ・ザ・ジャイアント専用の座席が設置されており、座席幅は1mを超えていた。他の座席も幅60cm前後と大きい。これらの座席は、全て天龍工業が特注で製作している。

### 寝台バス
日本では札幌市交通局で1960年に寝台車が試作された例がある。当時は道内の宿泊施設が手薄であったことから、バスで移動し目的地で停車して寝台をセットし宿泊するキャンピングカー的な車両として試験導入された。寝台をセットした状態での走行はできなかった。外観は、札幌市交通局が導入していた観光バスにそろえたセミステンレスのモノコック車体を持ち、外板のほとんどは無塗装であった。寝台は中央通路を挟み、長手方向に装備され、前後の車軸間は国鉄のプルマン（en:Pullman Company）式2等寝台と同様、2段となっていた。車体架装は呉羽自動車工業が担当した。一般の車両に比べ重心高がやや高く、車検証取得時に転角試験で規定値をクリアできずメーカーが突貫工事にて調整を行いクリアした。導入後も一般車と比較して使い勝手が悪いため稼働率は悪く、後に一般観光仕様に改造された。
観光バスでは、中央交通が導入したネオプラン・シティライナーの一部車両にも上記の寝台バスに酷似した構造の座席が装備されており、スキーツアーをメインに運行された。
高速バスでは、シートベルト着用義務などの安全基準面での問題があり採用例が無かったが、2023年に高知駅前観光が地元業者との共同開発による寝台シートを開発。翌年中に自社路線「スマイルライナー」に導入を予定していると発表した 。
日本国外では、中国の長距離バス路線において、寝台バスが運行されている。これも、車内を座席ではなく、2段ベッドにしたもので、外観上も横長の窓が2段になっているのが大きな特徴で、中国以外の国ではまず見かけない仕様である。通常は通路を挟んで両側に2人分のベッドが並んでいるが、1人あたりの横幅は、通常の4列シートの一人分の座席と同程度である。2列-1列の座席と同様の幅の寝台バスもあり、居住性はやや向上している。

## シートメーカー
- 天龍工業
- 杉本工業
- タチエス
- 住江工業
- マジカル・テクニカ
- フォーゲル（ドイツ）

## 備考
- 2008年6月1日より、道路交通法の改正で後部座席のシートベルト着用が義務化されている。
- 京阪バスなどで、前ドアがグライドスライドドアの車両は最前列の座席が設置されておらず、荷物置き場となっている。[要出典]
- 2020年頃から新型コロナウイルス感染症（COVID-19）の影響で、運転手への感染防止対策として最前列座席を封鎖、使用停止の措置をとる事業者があったが、2021年後半から2023年にかけて順次使用再開されている[5][6][7][8]。